# Мордовско-Козловское сельское поселение
Мордовско-Козловское се́льское поселе́ние — муниципальное образование в Атюрьевском районе Мордовии Российской Федерации.
Административный центр — село Мордовская Козловка.

## История
Статус и границы сельского поселения установлены Законом Республики Мордовия от 28 декабря 2004 года № 116-З «Об установлении границ муниципальных образований Атюрьевского муниципального района, Атюрьевского муниципального района и наделении их статусом сельского поселения и муниципального района».

## Население
| 2002 | 2010 | 2012 | 2013 | 2014 | 2015 | 2016 |
| ---- | ---- | ---- | ---- | ---- | ---- | ---- |
| 732  | ↘620 | ↘552 | ↘539 | ↘506 | ↘457 | ↘413 |
| 2017 | 2018 | 2019 | 2020 | 2021 |      |      |
| ↘408 | ↘388 | ↘374 | ↘373 | ↗644 |      |      |

## Состав сельского поселения
| № | Населённый пункт    | Тип населённого пункта       | Население |
| - | ------------------- | ---------------------------- | --------- |
| 1 | Барашево            | деревня                      | ↘132      |
| 2 | Липовка             | деревня                      | ↘20       |
| 3 | Мордовская Козловка | село, административный центр | ↘256      |
| 4 | Потьма              | деревня                      | ↗142      |
| 5 | Сосновка            | деревня                      | ↘70       |